# استخراج سطحی

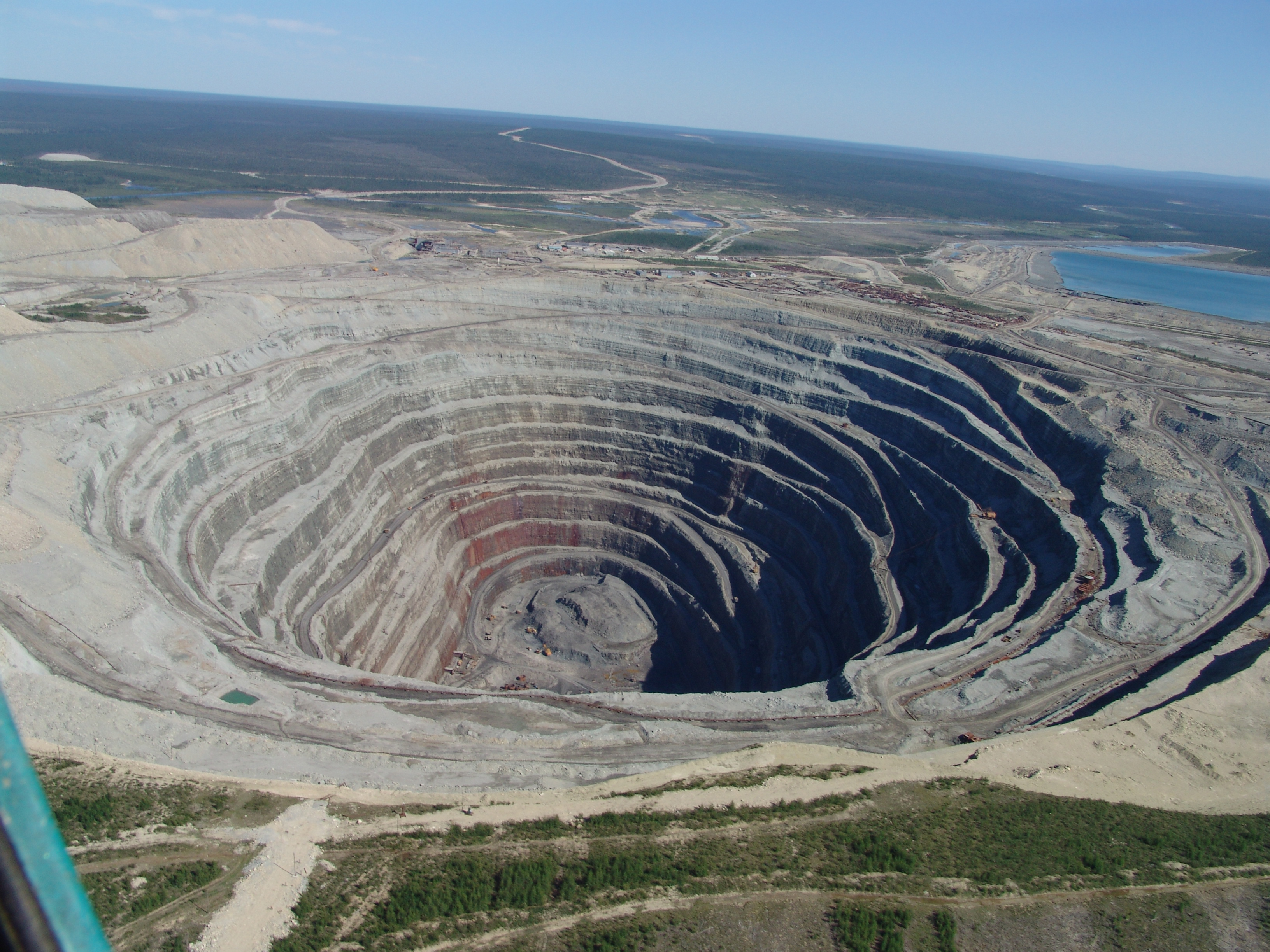
معدن استخراج سطحی

استخراج معدن روباز به استخراج یک ماده کانی، معمولاً زغال، لینیت یا سنگ آهن، در محلی که ذخایر معدنی در نزدیکی سطح زمین قرارگرفته و از گسترش قابل ملاحظه‌ای برخوردار است.